# وراء أدهار (تازروت)
وراء أدهار هي إحدى مشيخات المملكة المغربية، تتبع جغرافيا لإقليم العرائش وإداريًا لتازروت. يقدر عدد سكانها بـ 4058 نسمة حسب الإحصاء الرسمي للسكان والسكنى لسنة 2004.